# Cecilie Hauståker Fiskerstrand
Cecilie Hauståker Fiskerstrand (* 20. März 1996 in Lørenskog) ist eine norwegische Fußballspielerin. Die Torhüterin steht beim italienischen Erstligisten AC Florenz unter Vertrag und spielt seit 2014 für die A-Nationalmannschaft, deren „Nummer 1“ sie nach der WM 2019 wurde.

## Karriere

### Vereine
Fiskerstrand begann für den in Langevåg in der Kommune Sula in der Provinz Møre og Romsdal ansässigen Langevåg Idrettslag mit dem Fußballspielen. 2014 wechselte sie zum Zweitligisten Fortuna Ålesund und spielte zunächst in der U19-Mannschaft und dann auch für die A-Mannschaft. 2014 wechselte sie zum Erstligisten Stabæk FK, bei dem auch Ingrid Hjelmseth, die 16 Jahre ältere Stammtorhüterin der Nationalmannschaft spielt. Daher kam sie nur zu wenigen Einsätzen in der A-Mannschaft und spielte häufiger für U-19- und die zweite Mannschaft. Zur Saison 2016 wechselte sie zum Lillestrøm SK Kvinner, wo sie zwar die Trikotnummer „1“ bekam, aber hinter der 30-jährigen Stammtorhüterin Lill Karlsrud zunächst zurückstand und nur zu drei Einsätzen kam. Ihre erste Saison bei LSK endete mit dem Double. Ab der Saison 2017 war sie dann Stammtorhüterin, konnte die Meisterschaft ebenso wie im folgenden Jahr verteidigen und 2018 erneut auch den Pokal gewinnen. Im Oktober 2017 hatte sie auch ihren ersten Einsatz in der UEFA Women’s Champions League. Zunächst wurde das Sechzehntelfinale durch ein torloses Heimremis und einen 3:1-Auswärtssieg gegen Brøndby IF überstanden. Im Achtelfinale gab es dann eine 0:5-Heim- und 1:2-Auswärtsniederlage gegen Manchester City. In der UEFA Women’s Champions League 2018/19 blieb sie in drei Spielen des Sechzehntel- und Achtelfinales ohne Gegentor und erreichte mit ihrer Mannschaft das Viertelfinale, wo aber nach zwei Niederlagen (0:3 und 0:1) gegen die Frauen des FC Barcelona Endstation war.
Im Januar 2020 wechselte sie ablösefrei zum englischen Erstligisten Brighton & Hove Albion, wo sie einen Vertrag bis zum 30. Juni 2021 erhielt. Dort kam sie erstmals in einem WSL-Cup-Spiel zum Einsatz, das gegen Manchester United mit 1:2 verloren wurde. Nach sieben Ligaspielen kehrte sie zurück nach Lillestrøm. Im Mai 2022 erlitt sie einen Kreuzbandriss und fiel für den Rest der Saison aus. In den ersten sieben Spielen der Saison 2023 stand sie dann wieder im Tor ihrer Mannschaft. Im Sommer 2024 wechselte sie zum italienischen Erstligisten AC Florenz.

### Nationalmannschaft
Fiskerstrand durchlief die norwegischen Juniorinnenmannschaften und nahm mit der U-19-Mannschaft an der U-19-Fußball-Europameisterschaft der Frauen 2015 teil, wo sie in zwei Gruppenspielen eingesetzt wurde und kein Gegentor kassierte. Da das erste Spiel, bei dem Stammtorhüterin Aurora Watten Mikalsen im Tor stand mit 0:4 gegen Spanien verloren wurde, schieden die Norwegerinnen als Gruppendritte aus.
Bereits am 17. Januar 2014 war sie bei einem Spiel in La Manga gegen England zu ihrem ersten Einsatz in der norwegischen Nationalmannschaft der Frauen gekommen, wobei sie in der Startelf stand. Auf ihren zweiten Einsatz musste sie dann fast ein Jahr warten und wieder war es La Manga, wo sie am 15. Januar 2015 nach einer Stunde für Ingrid Hjelmseth eingewechselt wurde. Sie wurde dann auch für den Algarve-Cup 2015 nominiert und kam im zweiten Gruppenspiel gegen Island erneut zu einem Startelfeinsatz. Im Mai 2015 wurde sie als jüngste norwegische Spielerin für die WM 2015 nominiert. Sie kam aber zu keinem Einsatz und schied mit ihrer Mannschaft im Achtelfinale aus. Auch in der Folgezeit blieb sie zweite Torhüterin und kam in der Regel nur bei Testspielen oder weniger wichtigen Turnieren zum Einsatz. Immerhin konnte sie diese Position gegenüber der Konkurrentin aus der Juniorinnen-Zeit verteidigen, die dort mehr Spiele bestritt aber noch zu keinem A-Länderspiel gekommen ist.
Fiskerstrand wurde auch für die EM 2017 nominiert, bei der Norwegen, ohne dass sie zum Einsatz kam, erstmals kein Tor erzielen konnte und als Gruppenletzter ausschied. Auch in der darauf folgenden Qualifikation für die WM 2019 wurde sie nicht eingesetzt. Beim Algarve-Cup 2019 stand sie beim 2:1-Sieg im Gruppenspiel gegen Dänemark und dem Finale gegen Polen im Tor, das mit 3:0 gewonnen wurde. Am 2. Mai wurde sie als zweite Torhüterin für die WM 2019 nominiert, kam dort aber nicht zum Einsatz. Nach der WM beendete die langjährige Nummer 1 Ingrid Hjelmseth ihre Nationalmannschaftskarriere und Fiskerstrand wurde zur neuen Nummer 1 im Tor der Norwegerinnen.
In der Qualifikation für die EM 2022 stand sie in allen sechs Spielen der Norwegerinnen im Tor. Da sie nach den sechs Spielen qualifiziert waren, fanden die letzten beiden Spiele, die wegen der COVID-19-Pandemie mehrfach verschoben worden waren und die keinen Einfluss mehr auf die übrige Qualifikation hatten, nicht mehr statt. Sie kassierte in den Spielen nur ein Gegentor beim 7:1-Sieg gegen Belarus.
Für die ersten acht Spiele der Qualifikation für die WM 2023 wurde sie immer nominiert und nur im sechsten Spiel nicht eingesetzt. Danach konnte sie aufgrund ihres Kreuzbandrisses weder an der EM-Endrunde noch den beiden letzten Qualifikationsspielen teilnehmen, in denen sich die Norwegerinnen für die WM qualifizierten. Am 19. Juni 2023 wurde sie für die WM-Endrunde nominiert. Bei der WM, die für die Norwegerinnen im Achtelfinale endete, kam sie aber nicht zum Einsatz. Erst im Relegationsrückspiel der UEFA Women’s Nations League 2023/24 gegen Kroatien im Februar 2024 stand sie wieder im Tor der Norwegerinnen und dann auch in neun von zehn Spielen der Qualifikation für die EM 2025 sowie den ersten vier Spielen der UEFA Women’s Nations League 2025.
Am 16. Juni 2025 wurde sie für die Endrunde der EM 2025 nominiert. Sie stand bei den drei Gruppenspielen und im Achtelfinale gegen Italien im Tor. Durch ein Gegentor in der letzten Minute schieden die Norwegerinnen aus.

## Erfolge
Nationalmannschaft
- Algarve-Cup-Sieger 2019

Lillestrøm SK
- Norwegischer Meister 2016, 2017, 2018, 2019
- Norwegischer Pokal-Sieger 2016, 2018, 2019